# Останній дюйм
Останній дюйм — оповідання Джеймса Олдріджа.

## Сюжет

### Початок
На початку оповідання ми бачимо звичайну, як на перший погляд, сім'ю американців, яка проживає в Єгипті, в Каїрі, в котрій росте десятирічний син, а батьки живуть порізно. Батько — професійний льотчик, втративши постійну роботу у нафторозвідувальній компанії, починає підробляти фільмуванням кінострічок про акул. Дружині набридає життя далеко від дому і вона повертається до США. Жертвою їхніх стосунків та побутових негараздів стає їхній син Деві. За всі десять років, батько, зайнятий своєю роботою, майже не звертав уваги на сина, але трапляється подія, яка змінює хід його життя.

### Основна сюжетна лінія
Події оповідання відбуваються у повоєнні часи. Колишній льотчик Бен орендує літак «Остер», щоб добратися до Акулячої бухти, де можна зняти нові кадри. Не повідомивши про це нікого на «великій землі», він разом із сином вирушає у політ, щоб у такий спосіб хоч трішки знайти з сином спільну мову.
Коли Бен і Деві долітають до місця призначення, Бен спочатку ненадовго опускається під воду з відеокамерою, але акули весь час тримаються на відстані. Після перерви на сніданок, Бен продовжує фільмування акул і щоб зняти їх великим планом, вирішує приманити їх м'ясом, яке прив'язує мотузкою. Зачаївшись у засідці, Бен чекає, коли акули підпливуть ближче, але він допускається чималої помилки — непомітно для себе вимащується кров'ю, тому сам стає мішенню для акул. Нічого не підозрюючи, він вичікує акул, які починають нападати на нього.. Бен відбивається кінокамерою, але отримує численні укуси.
Деві жахається, коли бачить зранене тіло батька, яке випливло на берег. Одна рука повністю знекровлена, видніються сухожилля, а інша стікає кров'ю. Бен розуміє, що сам не зможе керувати літаком, тому морально починає готувати сина до майбутніх випробувань. Через силу Деві затягує батька до літака.
Деві сідає за кермо літака, а Бен морально підтримує свого сина та дає вказівки. У них з'являється спільна мета: долетіти до аеропорту Каїра. На шляху до Каїра, Бен декілька разів втрачає свідомість, але вони все ж таки долітають до аеропорту, де розминаються з іншим літаком, а під час посадки, на останньому дюймі (відстань між колесами та смугою), Деві вдається успішно посадити літак.
Деві знову зустрічає свого батька уже у лікарні, якому вдалося зберегти лише одну руку. Після пережитого, стосунки між батьком і сином починають налагоджуватись.

## Цікаві факти

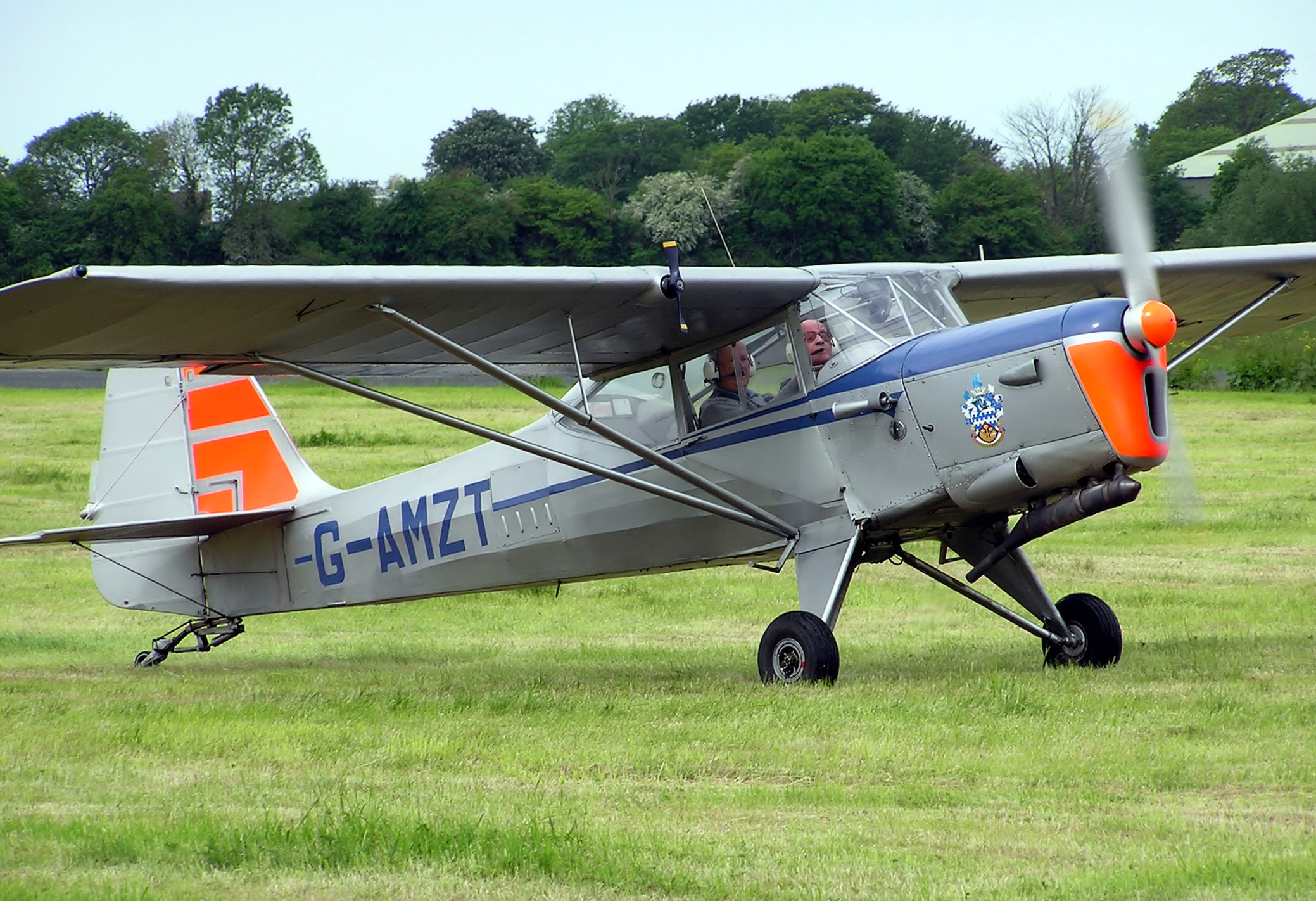
Літак «Остер»

- Оповідання написано в Радянському Союзі в 1957 році, коли письменник відпочивав на Чорноморському узбережжі Кавказу.
- 1958 року за цим оповіданням знято «однойменний кінофільм».
- За словами Джеймса Олдріджа :

| Кожен з українських хлопчиків міг впізнати себе в ролі Деві. |

## Цитати з твору
| Головне у керуванні літаком - останній дюйм. Саме він головний. |слова Бена.
| Що, зовсім розклеївся твій батько? | Слова Бена.
| Справа кожного льотчика - бути асом у своїй справі, а Бен був не такий уже поганий льотчик... |слова автора.